# Philodendron jacquinii
Philodendron jacquinii är en kallaväxtart som beskrevs av Heinrich Wilhelm Schott. Philodendron jacquinii ingår i släktet Philodendron och familjen kallaväxter. Inga underarter finns listade.